# Євле (хокейний клуб)
Євле (швед. Gävle GIK) — хокейний клуб з м. Євле, Швеція.

## Досягнення
- Чемпіон Швеції (1): 1957.

## Історія
Клуб заснований 6 травня 1906 року, окрім хокею, існують секції з футболу, гімнастики, легкої атлетики та хокею з м'ячем, але відомим став завдяки хокейній команді. У сезоні 1946/47 ХК «Євле» дебютує у вищому дивізіоні, а в сезоні 1953/54 програє у фіналі Юргордену 1:5 та 1:1. Через три роки клуб здобув перший та єдиний трофей — золото чемпіонату Швеції. З 60-х років команда втрачає позиції та з сезону 1963/64 виступає у 2 Дивізіоні.
Футбольна команда клубу грає здебільшого на молодіжному рівні. Існує при клубі також команда з флорболу, як жіноча так і чоловіча (обидві грають у топ-дивізіоні чемпіонату Швеції).